# Jowita Wrzesień
Jowita Wrzesień (Będzin, 8 dicembre 1993) è una lottatrice polacca, specializzata nella lotta libera.

## Palmarès
- Europei

Budapest 2022: argento nei 59 kg.